# دنت دو والیون
دنت دو والیون (به لاتین: Dent de Vaulion) یک کوه در سوئیس است که در کانتون وو واقع شده‌است. دنت دو والیون ۱٬۴۸۳ متر بالاتر از سطح دریا واقع شده‌است.